# OFT Cavum
OFT Cavum är Odontologiska Föreningen i Stockholms kårtidning. Den grundades 1937 av Axel Fritiof Hansson, och fyllde alltså 70 år 2007. Tidningens upplaga är kring 600 exemplar som skickas ut till föreningens medlemmar, prenumeranter med flera.  
Innehållet består av reportage, humor samt information om kårens verksamhet. Redaktionen består av ett tiotal tandläkar-, tandhygienist-, samt tandteknikerstuderande som jobbar ideellt. 